# Вашер бронзовий
Вашер бронзовий (Molothrus armenti) — вид горобцеподібних птахів родини трупіалових (Icteridae). Гніздовий паразит, який відкладає яйця у гнізда інших видів птахів.

## Поширення
Ендемік Колумбії. Поширений на півночі департаментів Болівар, Атлантико та Магдалена, з поодинокими записами в Ла-Гуахіра. Мешкає в низці посушливих відкритих середовищ існування в низинах, включаючи сухі ліси, чагарники, сільськогосподарські угіддя та узбіччя доріг, а також мангрові ліси.